# Bölthorn
Bölthorn (lub Bölthor) – w mitologii nordyckiej lodowy olbrzym, ojciec Bestli i dziadek Odyna. Zgodnie z Hávamál, jest również ojcem olbrzyma, który nauczył Odyna zaklęć.